# Sous vos applaudissements
Sous vos applaudissements était une émission de Jacques Martin dans le cadre de Dimanche Martin produit par Jacques Martin Productions.
Elle succède à l'émission Le monde est à vous en septembre 1997.

## Principe de l'émission
Pendant toute une saison télévisuelle, de septembre 1997 à juin 1998, chaque dimanche après-midi sur France 2, trois animateurs viennent se frotter à différentes épreuves dans les conditions du direct. À la clef pour l'un des candidats, un contrat d'un an en tant qu'animateur sur France 2.

## Le casting
Durant l'été 1997, après l'appel à candidatures de la chaîne, la production reçoit des milliers de lettres. Une première sélection se fait sur dossier (CV, photos et lettre de motivation). Seulement quelques dizaines de candidats (de 18 à 25 ans) sont conviés à un casting et un entretien qui ne sera pas diffusé sur la chaîne. 
Septembre 1997 : à la suite de l'étude des dossiers, au premier casting et à l'entretien avec la production, seulement une cinquantaine de candidats ont été "repérés" sur tout le territoire belge et français. Ceux-ci sont retenus pour participer à l'émission, ou plutôt au concours, qui se déroulera sur la scène du Théâtre de l'Empire à Paris. Christophe Beaugrand, alors âgé de 20 ans, Willy Rovelli, Laurent Artufel font partie des candidats en lice.

## Les épreuves
- Présentation : en une minute chrono, seul, face au public et aux caméras : le candidat présente son parcours, ses ambitions, ses motivations à exercer le métier d'animateur de télévision.

- Improvisation : pendant l'émission, le candidat est appelé au centre du plateau par l'animateur Jacques Martin. Une situation lui est présentée. Immédiatement, le candidat improvise le sketch face à Jacques Martin.

- Le "Truc en plus" : c'est la seule épreuve que le candidat a pu préparer, avec toutefois la contrainte de faire durant exactement 1 min 30 s, un tour de magie, jouer d'un instrument, une parodie, un sketch, une chanson...

## Le jury
Chaque dimanche, un jury de trois personnalités était convié à noter les candidats.
Parmi les personnalités (journalistes, professionnels du spectacle, de la communication) qui ont été jury sur l'émission on a pu voir Pierre Perret, Thierry Beccaro, Jacques Hardoin, Sylvie Joly...

## L'enjeu
À la clé pour l'un des candidats, un contrat d'un an avec France 2. Une promesse qui n'a pas pu être honorée en raison des problèmes de santé de Jacques Martin survenus en cours de saison.

## L'accident
Jacques Martin dut interrompre subitement ses émissions dont Sous vos applaudissements en 1998 à la suite d'un accident vasculaire cérébral dont il fut victime dans la nuit au cours de laquelle il apprend la décision de France 2 d'arrêter l'émission à la fin de la saison. Jean-Claude Brialy l'a alors remplacé au pied levé. Ainsi, les émissions ne furent pas reconduites.